# Mao Biao
Mao Biao (毛彪S, Máo BiāoP; Tientsin, 24 luglio 1987) è un ex calciatore cinese, di ruolo attaccante.

## Carriera

### Club
Nell'arco di dodici stagioni consecutive ha totalizzato complessivamente 163 presenze e 17 reti nella prima divisione cinese. In carriera ha anche segnato una rete in complessive 13 presenze in AFC Champions League.

### Nazionale
Ha partecipato ai Mondiali Under-20 del 2005. Nel 2009 ha invece giocato una partita in nazionale maggiore.

## Palmarès

### Club

#### Competizioni nazionali
- Coppa della Cina: 1

Tianjin Teda: 2011